# Luis Rivera (dramatiker)
Luis Rivera, född 1826 i Valencia, död 1872, var en spansk dramatiker. 
Allvarligt övertygad republikan, uppsatte Rivera tidningen "Gil Blas", som från 1868 blev republikanismens främsta organ. Tidigt gjorde han sig bemärkt som lyrisk skald och  litterär kritiker och skrev för scenen versdramerna Un amor á la moda, El honor y el trabajo, El padre de familia, komedierna Amores falsos och El paraiso en Madrid, zarzuelas El secreto de un drama, Companone och Los piratas samt prosadramerna Luna de miel och Madrid por dentro. Dessutom utgav Rivera bland annat romanerna Los hijos de la fortuna.